# Essam Yassin
Essam Yassim (11 de março de 1987) é um futebolista profissional iraquiano, zagueiro.
Desde 2009, faz parte da Seleção Iraquiana de Futebol. Foi campeão iraquiano em 2014, atuando pelo Naft Al-Wasat.